# Emarginata
Emarginata (лат.) — род воробьиных птиц из семейства мухоловковых. Три вида рода обитают в открытых ландшафтах Южной Африки. Ранее виды рода относились к роду cкромных чеканов (Cercomela). По результатам молекулярно-филогенетических исследований, опубликованным в 2010 году, род Cercomela является полифилетическим, а типовой вид — чернохвостый скромный чекан (Cercomela melanura) принадлежит роду каменки (Oenanthe). Более подробное исследование, опубликованное в 2012 году, подтвердило ранее полученные результаты. Для создания монофилетических родов большинство видов рода Cercomela перемещены в Oenanthe. Одноцветный скромный чекан (Cercomela sordida) перемещён в род Pinarochroa. Три вида были перемещены в воссозданный род Emarginata, описанный британским орнитологом Джорджем Эрнестом Шелли в 1896 году.

## Виды
Род включает три вида:
- Emarginata schlegelii (Wahlberg, 1855) — Пепельный скромный чекан
- Emarginata sinuata (Sundevall, 1858) — Серпокрылый скромный чекан
- Emarginata tractrac (Wilkes, 1817) — Равнинный скромный чекан